# Kuzugüden, Iğdır
Kuzugüden là một xã thuộc thành phố Iğdır, tỉnh Iğdır, Thổ Nhĩ Kỳ. Dân số thời điểm năm 2011 là 272 người.